# Maximilian Eisberg
Maximilian Eisberg (* 4. Mai 2005 in Gummersbach) ist ein deutscher Automobilrennfahrer.

Maximilian Eisberg (GITI Tire Motorsport by WS-Racing, 2025)

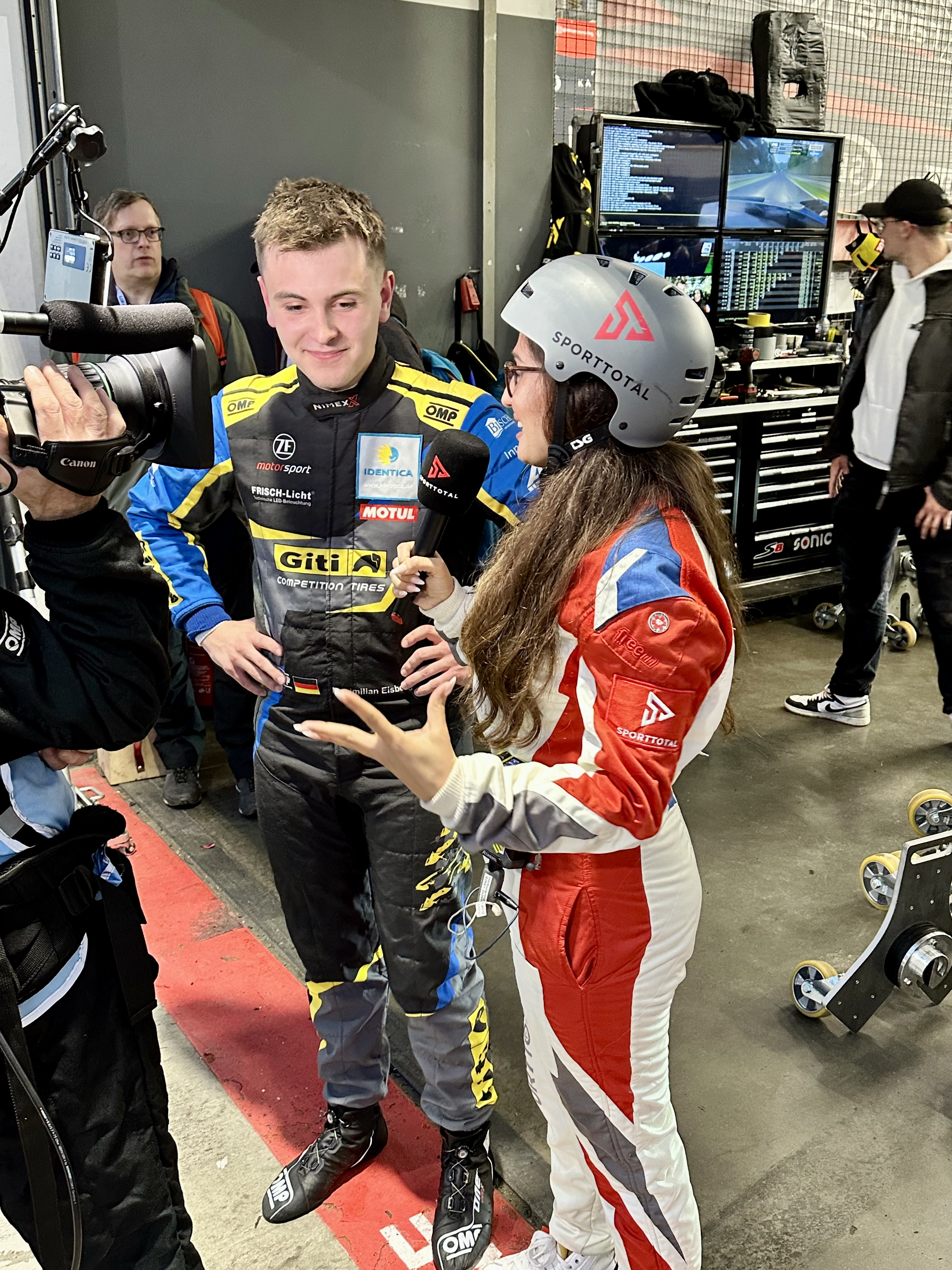
Maximilian Eisberg mit Meltem Tasan beim 24h-Rennen Nürburgring 2024

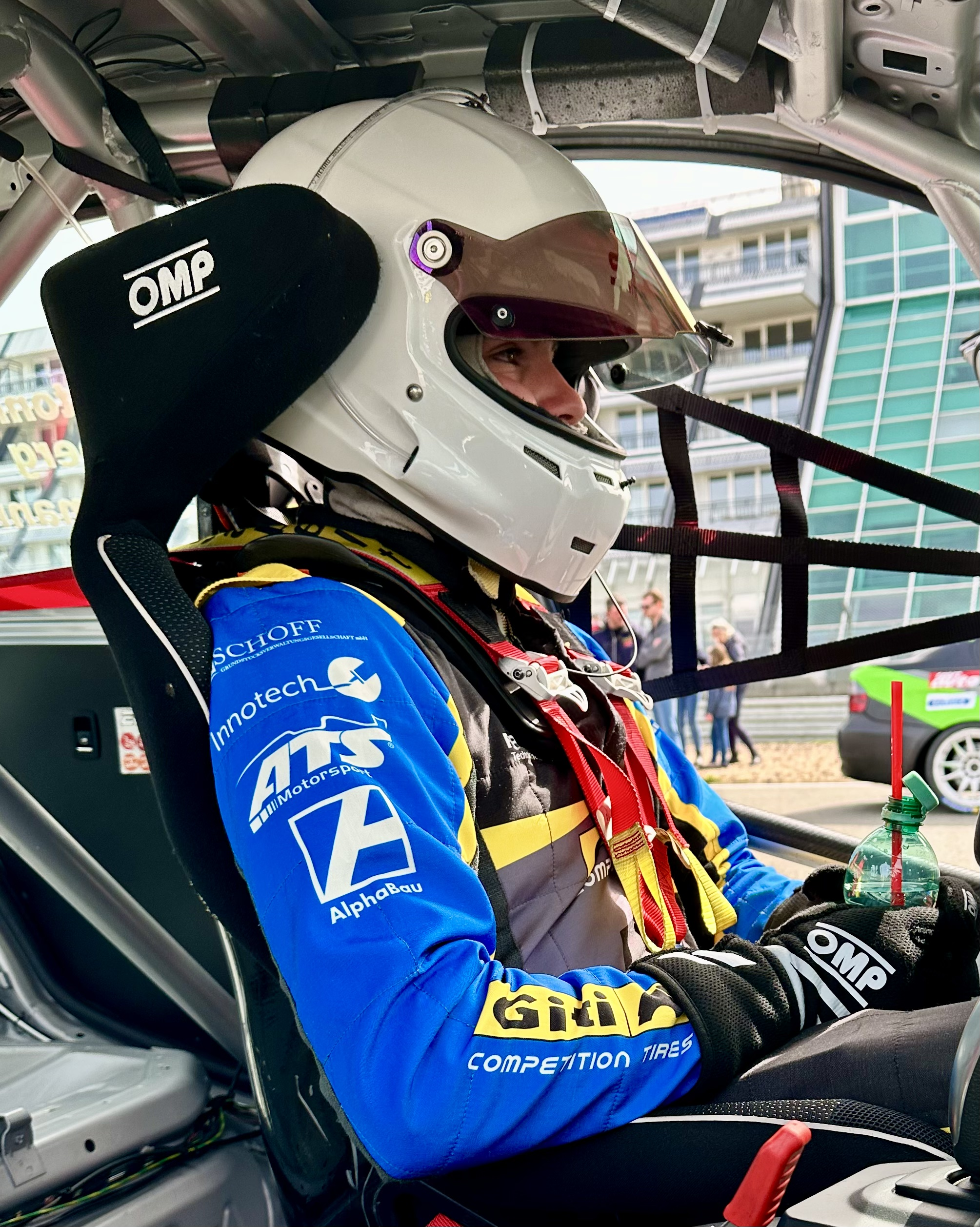
Maximilian Eisberg Nürburgring 2024

## Privates
Von 2022 bis 2025 absolvierte Maximilian Eisberg eine Ausbildung als Elektroanlagenmonteur bei dem regionalen Energie-Versorger AggerEnergie in Gummersbach.

Maximilian Eisberg wohnt in Gummersbach, wo er auch aufgewachsen ist.

## Karriere
Bevor Maximilian Eisberg im Frühjahr 2022 im Automobilsport debütierte, hatte er seine Motorsportkarriere im Kartsport begonnen.
Ab der Saison 2022 startete er in der DMV NES 500 (National Endurance Series), in der DMV BMW Challenge und in der DMV Classic Masters auf einem BMW 325i (E36). Bereits im ersten Jahr seiner Automobilsport-Karriere konnte er einige Podiumsplätze verzeichnen.
Im Juli 2022 konnte Maximilian Eisberg erste Erfahrungen im GT4-Sport sammeln. Während eines Sichtungslehrgang auf dem Flugplatz Mendig unter der Organisation der Rennserie GTC-Race, konnte ein Mercedes AMG GT4 von CV-Performance ausgiebig getestet werden.
Im September 2022 folgte für ihn, in einem BMW M4 GT4 von Glatzel-Racing, ein weiterer GT4-Testtag auf dem Hockenheimring.
In der Saison 2023 wechselte Maximilian Eisberg zu JS-Competition, um mit einem Opel Astra OPC zunächst an der DMV NES 500 teilzunehmen. Hier konnte er bereits beim ersten Rennen einen Top 10 Platz in der Gesamtwertung und ein Klassensieg einfahren. Es folgten mehrere Einsätze auf einem Renault Megane RS und Opel Astra OPC in der Rundstrecken-Challenge-Nürburgring (RCN) sowie zwei Gaststarts in der Nürburgring Langstrecken-Serie (NLS).
2024 wechselte Eisberg zum Rennteam Giti Tire Motorsport by WS Racing und bestritt eine komplette Saison auf einem BMW 330i (F30) in der Nürburgring Langstrecken-Serie sowie den beiden Rennen der 24-Stunden Qualifiers. Als Highlight nahm er am 52. ADAC Ravenol 24-Stunden-Rennen auf dem Nürburgring teil. Hier konnte ein zweiter Platz in der Klasse VT2-RWD errungen werden. Weiterhin konnten zwei Rennen in der Nürburgring Langstrecken-Serie auf einem Porsche Cayman CS MR GT4 in der Klasse SP 7 bestritten werden. Hier konnte Maximilian Eisberg einen Klassensieg verbuchen.
Seit dem Jahr 2025 wird Maximilian Eisberg, zusätzlich zu seiner Internationalen B-Fahrerlizenz und Nürburgring Nordschleifen Permit Stufe A,  als FIA Silver Driver gelistet.
In der Saison 2025 erfolgten Renneinsätze in der Nürburgring Langstrecken-Serie auf einem BMW M240i Cup. Im Rahmen des 52. ADAC Ravenol 24-Stunden-Rennen auf dem Nürburgring konnte ein dritter Platz in der Klasse erreicht werden.

## Statistik/Klassenergebnisse (ab 2022)

### 2022
- 5. März 2022: DMV BMW Challenge, Hockenheimring (8. Platz)
- 6. März 2022: DMV BMW Challenge, Hockenheimring (6. Platz)
- 6. März 2022: DMV NES 500, Hockenheimring (3. Platz)
- 23. April 2022: DMV Classic Masters, Circuit Zolder (2. Platz)
- 24. April 2022: DMV Classic Masters, Circuit Zolder (2. Platz)
- 24. April 2022: DMV NES 500, Circuit Zolder (2. Platz)
- 30. Juli 2022: DMV BMW Challenge, Nürburgring (5. Platz)
- 30. Juli 2022: DMV BMW Challenge, Nürburgring (5. Platz)
- 31. Juli 2022: DMV NES 500, Nürburgring (DNF)

### 2023
- 26. März 2023: DMV NES 500, Hockenheimring (1. Platz)
- 18. Mai 2023: Rundstrecken-Challenge Nürburgring (9. Platz)
- 24. Juni 2023: Rundstrecken-Challenge Nürburgring (10. Platz)
- 8. Juli 2023: Nürburgring Langstrecken-Serie (DNF)
- 29. Juli 2023: Rundstrecken-Challenge Nürburgring (DNF)
- 9. September 2023: Nürburgring Langstrecken-Serie (DNF)

### 2024
- 6. April 2024: Nürburgring Langstrecken-Serie (9. Platz)
- 7. April 2024: Nürburgring Langstrecken-Serie (3. Platz)
- 13. April 2024: ADAC 24h Nürburgring Qualifiers (9. Platz)
- 14. April 2024: ADAC 24h Nürburgring Qualifiers (4. Platz)
- 30. Mai–2. Juni 2024: 52. ADAC RAVENOL 24h-Rennen (2. Platz)
- 22. Juni 2024: Nürburgring Langstrecken-Serie (5. Platz)
- 29. Juni 2024: Rundstrecken-Challenge Nürburgring (8. Platz)
- 03. August 2024: Nürburgring Langstrecken-Serie (1. Platz)
- 19. Oktober 2024: Nürburgring Langstrecken-Serie (DNF)

2025
- 22. März 2025: Nürburgring Langstrecken-Serie (DNF)
- 26. April 2025: Nürburgring Langstrecken-Serie (DNF)
- 10. Mai 2025: Nürburgring Langstrecken-Serie (4. Platz)
- 24./25. Mai 2025: ADAC 24h Nürburgring Qualifiers (DNF)
- 19.-22. Juni 2025: 53. ADAC RAVENOL 24h-Rennen (3. Platz)
- 16. August 2025: Nürburgring Langstrecken-Serie (2. Platz)